# Бои при Лопере
Бои при Лопере — один из эпизодов гражданской войны в Испании, когда в конце декабря 1936 года республиканские войска пытались отбить город Лоперу, занятый националистами.

## Планы и силы сторон
В декабре 1936 года войска националистов под командованием Кейпо де Льяно начали наступление, чтобы захватить район выращивания оливок в регионе Андухар в Андалузии. Республиканское командование отправило поездом с базы в Альбасете недавно сформированную XIV Интернациональную бригаду (3000 человек) генерала Вальтера, состоявшую из англичан и французов, чтобы вернуть Лоперу, занятую националистами 24 декабря. Большинство бойцов бригады не имели военной подготовки, в подразделениях не было телефонной связи. У националистов на фронте под Лоперой стояла колонна майора Луиса Редондо (4000 человек), состоявшая из бригады андалузских монархистов (рекете), марокканцев, а также кавалерии.

## Ход боёв
27 декабря интернационалисты атаковали Лоперу при незначительной поддержке артиллерии и авиации. Пересеченная местность, без растительности и с постоянными подъёмами, затрудняла продвижение. Атака была отражена националистами пулеметным огнем, минометами и артиллерией. Интернационалы понесли тяжелые потери. На следующий день была предпринята новая попытка, которая снова потерпела неудачу из-за ожесточенного сопротивления мятежников, поддерживаемых населением. 29 декабря новое наступление республиканцев было отменено из-за большого количества потерь.

## Результаты
XIV интебригада потеряла 800 человек (из них 300 убитых), среди последних были английские поэты Джон Корнфорд и Ральф Уинстон Фокс. После провала операции в Лопере генеральный инспектор интербригад Андре Марти приказал арестовать командира французского батальона бригады Гастона Деласаля. Деласаль был обвинен в некомпетентности, трусости и шпионаже, и расстрелян. Несмотря на сокрушительное поражение республиканцев при Лопере, продвижение войск националистов на Андухар и Хаэн было остановлено, и линия фронта в этом регионе оставалась неподвижной до конца войны.